# 李政文 (1940年)
李政文（1940年—2013年7月14日），男，朝鲜族，吉林扶余人，中华人民共和国政治人物，曾任吉林省人大常委会秘书长、副主任。